# Ochotona iliensis
Pika d'Ili, Ili pika
Pour l’article ayant un titre homophone, voir Piccadilly.
Espèce
Statut de conservation UICN

 EN A2abc; C2a(i) : En danger
Le Pika d'Ili (Ochotona iliensis), parfois appelé Ili pika, est une espèce de la famille des Ochotonidae. Comme tous les pikas, c'est un petit mammifère lagomorphe, d'une vingtaine de centimètres de long. C'est une espèce en danger.

## Distribution
Cette espèce est endémique du Xinjiang dans le nord-ouest en Chine. Elle se rencontre de 2 800 à 4 100 m d'altitude dans des zones rocheuses dans les monts Borohoro, dans le massif du Tian Shan. On pense que le réchauffement climatique et la fonte des neiges l'ont obligé à vivre 1 000 m plus haut que dans les années 1980. Sa population globale est estimée  à un millier d'individus en 2014, contre 2 000 individus en 2005 et 2 900 au début des années 1990. Cette baisse peut être due à des maladies ou à une plus grande exposition aux prédateurs. En 30 ans, seulement une vingtaine de spécimens ont pu être observés.

## Découverte

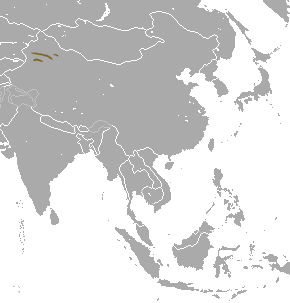
Aire de répartition de l'Ili Pika

- Aire de répartition de l'Ili PikaLi Weidong, de l'Institut d'écologie et de géographie du Xinjiang, a découvert cette espèce en 1983[1] et l'Académie des sciences chinoise l'a reconnu comme nouvelle espèce deux ans plus tard[1]. Son nom d'ili pika vient de son lieu de découverte, la préfecture autonome kazakhe d'Ili.

## Photographie
- Photographie : Le 19 mars 2015, un nouveau cliché de l'Ili pika a été réalisé par le National Geographic. En effet, l'animal difficile à saisir n'a été aperçu qu'à 24 reprises entre sa découverte et cette photo [2].
- Personnages notoires : depuis qu'un Ili pika a été photographié, des rumeurs ont commencé à circuler en prétendant qu'il aurait inspiré Pikachu, célèbre personnage de l'univers Pokémon [3]. Cette rumeur a depuis été démentie[4] par Satoshi Tajiri en personne.

## Publication originale
- Li & Ma, 1986 : A new species of Ochotona, Ochotonidae, Lagomorpha. Acta Zoologica Sinica, vol. 32, n. 4, p. 375-379.